# تلاويليلبان
تلاويليلبان هي بلدية في المكسيك، تقع في ولاية هيدالغو، تبلغ مساحتها 31.3 كيلومتر مربع، رمزها البريدي هو 42780.